# Niederländischsprachiges Wahlkollegium

Wahlkreis in Belgien

Das niederländischsprachige Wahlkollegium ist einer von drei Wahlkreisen des Europäischen Parlaments in Belgien. Es besteht seit 1979 und wählt derzeit 13 Abgeordnete nach dem D'Hondtschen Verhältniswahlrecht, bis zur Wahl 2019 waren es 12 Abgeordnete. Bis zum Beitritt Kroatiens im Jahr 2013 wählte es 13 Abgeordnete. Davor waren es 14 Abgeordnete, bis zum Beitritt Bulgariens und Rumäniens im Jahr 2007.

## Grenzen
Der Wahlkreis entspricht weitestgehend denen der Flämischen Gemeinschaft Belgiens und wird manchmal als flämischsprachiges Wahlkollegium bezeichnet. Im offiziell zweisprachigen Brüssel können die Wähler zwischen den Listen dieses Wahlkollegiums und denen des französischsprachigen Wahlkollegiums wählen.
Vor der Staatsreform 2011–2012 konnten die Wählerinnen und Wähler nicht nur in Brüssel zwischen beiden Listen wählen, sondern auch in einem Gebiet, das das einsprachige niederländische Gebiet Brüssel-Halle-Vilvoorde umfasste; in einigen Städten der offiziell niederländischsprachigen Brüsseler Peripherie gibt es diese Möglichkeit noch.

## Mitglieder des Europäischen Parlaments

### 2024 – 2029
| EP-Fraktion | EP-Fraktion | Partei | Partei   | Name                                                    |
| ----------- | ----------- | ------ | -------- | ------------------------------------------------------- |
|             | PfE         |        | VB       | - Tom Vandendriessche - Barbara Bonte - Gerolf Annemans |
|             | EKR         |        | N-VA     | - Johan Van Overtveldt - Assita Kanko - Kris Van Dijck  |
|             | EVP         |        | CD&V     | - Wouter Beke - Liesbet Sommen                          |
|             | S&D         |        | Vooruit  | - Bruno Tobback - Kathleen Van Brempt                   |
|             | G/EFA       |        | Groen    | - Sara Matthieu                                         |
|             | RE          |        | Open Vld | - Hilde Vautmans                                        |
|             | Die Linke   |        | PVDA     | - Rudi Kennes                                           |

### 2019 – 2024
| EP-Fraktion | EP-Fraktion | Partei | Partei   | Name                                                                               |
| ----------- | ----------- | ------ | -------- | ---------------------------------------------------------------------------------- |
|             | EKR         |        | N-VA     | - Geert Bourgeois - Assita Kanko - Johan Van Overtveldt                            |
|             | ID          |        | VB       | - Gerolf Annemans - Filip De Man - Tom Vandendriessche                             |
|             | RE          |        | Open Vld | - Hilde Vautmans - Guy Verhofstadt                                                 |
|             | EVP         |        | CD&V     | - Cindy Franssen - Kris Peeters (bis 2021) / Tom Vandenkendelaere (ab Januar 2021) |
|             | G/EFA       |        | Groen    | - Petra De Sutter (bis 2020) / Sara Matthieu (seit Oktober 2020)                   |
|             | S&D         |        | Vooruit  | - Kathleen Van Brempt                                                              |

### 2014 – 2019
| EP-Fraktion | EP-Fraktion | Partei | Partei   | Name |
| ----------- | ----------- | ------ | -------- | --- |
|             | EKR         |        | N-VA     | - Mark Demesmaeker - Louis Ide (bis Dezember 2014) / Anneleen Van Bossuyt (seit Januar 2015) - Helga Stevens - Johan Van Overtveldt (bis Oktober 2014) / Sander Loones (von Oktober 2014 bis November 2018) / Ralph Packet (seit November 2018) |
|             | ALDE        |        | Open Vld | - Philippe De Backer (bis Mai 2016) / Lieve Wierinck (seit Mai 2016) - Annemie Neyts-Uyttebroeck (bis Dezember 2014) / Hilde Vautmans (seit Januar 2015) - Guy Verhofstadt                                                                      |
|             | EVP         |        | CD&V     | - Ivo Belet - Marianne Thyssen (bis Oktober 2014) / Tom Vandenkendelaere (seit November 2014) |
|             | S&D         |        | sp.a     | - Kathleen Van Brempt |
|             | G/EFA       |        | Groen    | - Bart Staes |
|             | ENF         |        | VB       | - Gerolf Annemans |

## Wahlergebnisse

### 2024
| Partei | Partei                               | Partei    | Europapartei | EP-Fraktion | Stimmen   | Stimmen | Stimmen | Sitze | Sitze |
| Name   | Name                                 | Abkürzung | Europapartei | EP-Fraktion | Stimmen   | %       | +/−     | Sitze | +/−   |
| ------ | ------------------------------------ | --------- | ------------ | ----------- | --------- | ------- | ------- | ----- | ----- |
|        | Vlaams Belang                        | VB        | ID           | PfE         | 1.034.112 | 22,94   | +3,86   | 3     | ±0    |
|        | Nieuw-Vlaamse Alliantie              | N-VA      | EFA          | EKR         | 995.868   | 22,09   | −0,35   | 3     | ±0    |
|        | Christen-Democratisch en Vlaams      | CD&V      | EVP          | EVP         | 594.968   | 13,20   | −1,33   | 2     | ±0    |
|        | Vooruit                              | Vooruit   | SPE          | S&D         | 570.067   | 12,64   | +2,43   | 2     | +1    |
|        | Groen                                | Groen     | EGP          | G/EFA       | 450.781   | 10,00   | −2,37   | 1     | ±0    |
|        | Open Vlaamse Liberalen en Democraten | Open VLD  | ALDE         | RE          | 410.743   | 9,11    | −6,84   | 1     | −1    |
|        | Partij van de Arbeid van België      | PVDA      | –            | GUE/NGL     | 366.285   | 8,12    | +3,17   | 1     | +1    |
|        | Voor U                               | –         | –            | –           | 47.243    | 1,05    | neu     | 0     | neu   |
|        | Volt België                          | Volt      | Volt         | –           | 38.713    | 0,86    | +0,38   | 0     | ±0    |
| Gesamt | Gesamt                               | Gesamt    | Gesamt       | Gesamt      | 4.508.780 | 100,00  | –       | 13    | +1    |

### 2019
| Partei | Partei                               | Partei    | Europapartei | EP-Fraktion | Stimmen   | Stimmen | Stimmen | Sitze | Sitze |
| Name   | Name                                 | Abkürzung | Europapartei | EP-Fraktion | Stimmen   | %       | +/−     | Sitze | +/−   |
| ------ | ------------------------------------ | --------- | ------------ | ----------- | --------- | ------- | ------- | ----- | ----- |
|        | Nieuw-Vlaamse Alliantie              | N-VA      | EFA          | EKR         | 954.048   | 22,44   | −4,23   | 3     | −1    |
|        | Vlaams Belang                        | VB        | MENL         | ENF         | 811.169   | 19,08   | +12,32  | 3     | +2    |
|        | Open Vlaamse Liberalen en Democraten | Open VLD  | ALDE         | RE          | 678.051   | 15,95   | −4,45   | 2     | −1    |
|        | Christen-Democratisch en Vlaams      | CD&V      | EVP          | EVP         | 617.651   | 14,53   | −5,43   | 2     | ±0    |
|        | Groen                                | Groen     | EGP          | G/EFA       | 525.908   | 12,37   | +1,75   | 1     | ±0    |
|        | Socialistische Partij Anders         | sp.a      | SPE          | S&D         | 434.002   | 10,21   | −2,97   | 1     | ±0    |
|        | Partij van de Arbeid van België      | PVDA      | –            | GUE/NGL     | 210.391   | 4,95    | +2,55   | 0     | ±0    |
|        | Volt België                          | Volt      | Volt         | –           | 20.385    | 0,48    | neu     | 0     | neu   |
| Gesamt | Gesamt                               | Gesamt    | Gesamt       | Gesamt      | 4.251.605 | 100,00  | –       | 12    | –     |

### 2014
| Partei | Partei                               | Partei    | Europapartei | EP-Fraktion | Stimmen   | Stimmen | Stimmen | Sitze | Sitze |
| Name   | Name                                 | Abkürzung | Europapartei | EP-Fraktion | Stimmen   | %       | +/−     | Sitze | +/−   |
| ------ | ------------------------------------ | --------- | ------------ | ----------- | --------- | ------- | ------- | ----- | ----- |
|        | Nieuw-Vlaamse Alliantie              | N-VA      | EFA          | EKR         | 1.123.355 | 26,67   | +16,79  | 4     | +3    |
|        | Open Vlaamse Liberalen en Democraten | Open VLD  | ALDE         | ALDE        | 859.099   | 20,40   | −0,16   | 3     | ±0    |
|        | Christen-Democratisch en Vlaams      | CD&V      | EVP          | EVP         | 840.783   | 19,96   | −3,30   | 2     | −1    |
|        | Socialistische Partij Anders         | sp.a      | SPE          | S&D         | 555.348   | 13,18   | −0,05   | 1     | −1    |
|        | Groen                                | Groen     | EGP          | G/EFA       | 447.391   | 10,62   | +2,72   | 1     | ±0    |
|        | Vlaams Belang                        | VB        | EAF          | –           | 284.856   | 6,76    | −9,12   | 1     | −1    |
|        | Partij van de Arbeid van België      | PVDA+     | –            | –           | 101.237   | 2,40    | +1,42   | 0     | ±0    |
| Gesamt | Gesamt                               | Gesamt    | Gesamt       | Gesamt      | 4.212.069 | 100,00  | –       | 12    | –     |